# 歐洲創新及技術院
欧洲創新及技術院（英語：European Institute of Innovation and Technology，官方简称EIT）在2008年4月29日成立。EIT打算成为在高等教育、研究和创新方面都优秀的研究型大学旗舰。欧洲理工学院的最初概念建立在麻省理工学院（MIT）的例子和它综合世界级教育、研究及深度融入有成效的创新过程的特点上。
2008年6月18日，匈牙利布达佩斯被欧盟国家选做学院总部所在地。竞争者还包括: 波兰（弗罗茨瓦夫）、奥地利/斯洛伐克（“双子城”布拉迪斯拉发 - 维也纳）、西班牙（Sant Cugat del Vallès）（加泰隆尼亚）及德国的三所城市（亚琛、卡尔斯鲁厄和纽伦堡）。

## 历史

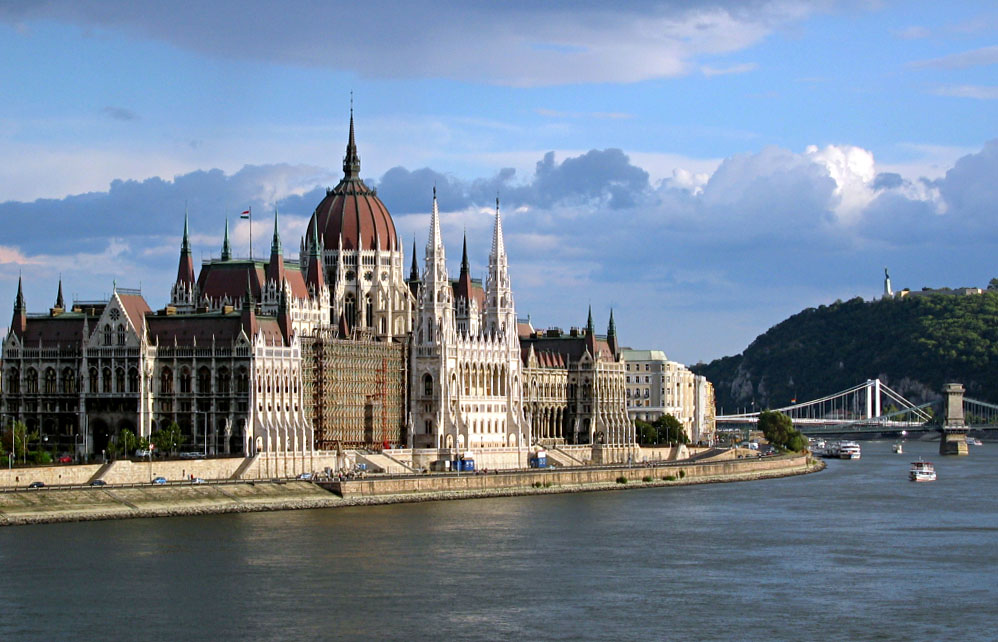
布达佩斯，匈牙利首都

欧洲創新及技術院（EIT）总部设在布达佩斯。2008年6月18日，欧盟成员国所有科学部长决定匈牙利首都从五个候选城市中胜出。匈牙利政府欢迎这一决定，并称这对国家来说是巨大的成功。
欧盟委员会主席巴罗佐祝贺匈牙利的成功：“这也是匈牙利在教育、科研和创新方面具有优秀的长久传统的结果。将EIT设在布达佩斯代表了excellence in知识三角的旗舰。”